# Jean Herbiet
Jean Herbiet (né le 16 décembre 1930 à Namur en Belgique, mort le 31 mars 2008), est un homme de théâtre franco-ontarien, directeur artistique du Théâtre français au Centre national des Arts (CNA) du Canada, producteur et auteur de pièces.

## Biographie
En 1957, à la suite d'études en administration à l'Institut Polytechnique et en théâtre à l'Institut belge du théâtre, à Bruxelles, il s'établit à Ottawa (Canada) avec son épouse, Hedwige Herbiet, également femme de théâtre.
De 1971 à 1981, Jean Herbiet occupe le poste de Directeur artistique du Théâtre français au Centre national des Arts (CNA) du Canada, où il lance une série de programmes de production théâtrale, d'échanges culturels et de tournées qui permettent à diverses troupes canadiennes et européennes de se produire sur scène de part et d'autre de l'Atlantique. M. Herbiet a notamment mis en scène deux productions célèbres en collaboration avec Félix Mirbt, marionnettiste de renom : Woyzeck, de Georg Büchner (1974), et Le Songe, de Strindberg (1977). Au cours de cette période, M. Herbiet accroît également l'envergure du théâtre en déployant les nouvelles possibilités offertes par le Studio du CNA, salle entièrement adaptable et la première en son genre au Canada. Ses expériences novatrices dans ce domaine ont profondément marqué la pratique théâtrale canadienne.
En 1981, il obtient un mandat de quatre ans à titre de Directeur général du Centre culturel canadien de Paris. De retour à Ottawa en 1985, M. Herbiet revient à sa spécialité, la mise en scène, qu'il enseigne à l'Université d'Ottawa. Il rédige aussi les textes de vignettes documentaires bilingues présentées par le Musée canadien des civilisations et le Parlement du Canada. 
Jean Herbiet est décédé le 31 mars 2008.

## Publications
- Job's Kit, Montréal, Léméac, 1967;
- Terre des hommes, Montréal, Léméac, 1967;
- Elkerlouille, 1969 (pièce inédite);
- La Rose rôtie, Montréal, Léméac, 1972;
- Le Bras de mère Aubry, 1997;
- Le Nez de Mme Malcom, 1997;
- Le Vieil Arbre et l'alouette, Montréal, Éditions Élaeis, 1999;
- Ti-Jean et le Soleil, Montréal, Éditions Élaeis, 1999;
- Huit promenades sur les plaines d'Abraham, Montréal, Éditions Élaeis, 1999.